# Servicio Central de Documentación
Le Service central de documentation (Servicio Central de Documentación-SECED) est une agence de renseignement espagnole active de 1972 jusqu'en 1977 où elle devient Le Centre supérieur d'information de la Défense (CESID) (en espagnol : Centro Superior de Información de la Defensa, après avoir fusionné avec le Service d'information du haut état-major.

## Description
Elle accomplit sa mission parallèlement au Service d'information du haut état-major (SECED).

## Sources et bibliographie
- (es) Carlos Ruiz Miguel, El CESID : Historia de un intento de modernización de los Servidos de Inteligencia Arbor CLXXX, 709, janvier 2005, 121-150 p.